# らぶりん☆アイスクリーム
『らぶりん☆アイスクリーム』は、水瀬いつるによる日本の漫画作品。『ちゃお』（小学館）2006年5月号に掲載された。
当項目では、単行本に同時収録された「赤ずきんにご用心!」「めろきゅんハニー。」「わんだぼー★チェリー」「みさき☆みらくるクリスマス」についても記す。

## 概要
らぶりん☆アイスクリーム
水瀬いつるのちゃおコミックス（小学館）第2の表題作品。アイスクリームを移動販売する兄弟が、常連の少女とアイスクリームの購入を通じて縁を深めることを綴っている。単行本巻末には番外編となる「めろりん♥アイスクリーム」も収録。
赤ずきんにご用心!
『ちゃおデラックス』（小学館）2005年6月28日号に掲載。
赤ずきんの子孫に当たる少女とオオカミ族の少年との恋愛を綴った作品である。
めろきゅんハニー。
『ちゃおデラックス』2006年2月20日号に掲載。
東堂学園に通う少女と毒舌の少年との恋愛を綴った作品である。
わんだぼー★チェリー
『ちゃおデラックス』2006年4月20日号に掲載。
サクラの季節、サクラの花びらを集め、入浴剤として使用している少女は、ある日幼馴染みの少年と浴室が空間移動してしまうというアクシデントに見舞われる。花びら集めを通じた恋愛を綴った作品である。
みさき☆みらくるクリスマス
『ちゃおデラックス』2005年1月20日号に掲載。
クリスマス前夜、内気な少女がパーティーの準備のための買い出しをしている最中、クラスメートであこがれの少年と路上で出会い、勇気を与え、パーティへの参加を勧めるといった内容の作品である。

## 登場人物

### らぶりん☆アイスクリーム
なぎさ
主人公。中学3年生。アイスクリームの移動販売「B☆berry」（ビーベリー）の常連で、特に弟の砂緒が作るアイスを好物としている。番外編では新種のアイスを開発しようとしている。
陸人（りくと）
「B☆berry」アイスクリーム販売兼運転士。20歳。日曜日の14時から桃の木坂公園で移動販売を行っている。笑顔が綺麗で、女子中高生から多大な支持を受けている。
砂緒（すなお）
「B☆berry」アイスクリーム販売している陸人の弟。17歳。言葉による表現が苦手で毒舌になりがちだが、様々な種類のアイスを開発し、元気にさせたり癒しを与えるアイスを作ることができる。

### 赤ずきんにご用心!
赤城 めぐみ（あかぎ めぐみ）
赤ずきんの子孫。16歳。美術部所属。オオカミを撃退する能力を持っており、16歳の誕生日にその能力が発揮するといわれている。
司狼（しろう）
オオカミ族の子孫。バスケ部所属。自称エースを名乗っており、先輩から妬まれているが正義感が強い。

### めろきゅんハニー。
篠宮 なでしこ（しのみや なでしこ）
東堂学園に通う少女。毒舌の相田にあこがれ追いかけている。男子達から人気が高く、父と弓道部に所属するシスコンの兄と3人暮らし。
相田 龍之介（あいだ りゅうのすけ）
東堂学園1年A組在籍。典型的毒舌で、きつい表現を多々発している。執拗になでしこから追いかけられているのを周囲から誤解されてしまう。

### わんだぼー★チェリー
都築 さくら（つづき さくら）
中学2年生。春、サクラの季節になると、入浴剤を作るためにサクラの花びらを集めている。生徒会の先輩である遠野にあこがれている。
志貴（しき）
さくらの幼馴染み。さくらのことを執拗につきまとっており、「ウザいよ」と一蹴されがち。ある日入浴剤が原因で風呂が空間移動してしまうという現象に遭遇する。
遠野（とおの）
さくらがあこがれている生徒会の先輩。母は幼い頃に出ていったらしく、父と2人暮らし。

### みさき☆みらくるクリスマス
浅野 みさき（あさの みさき）
中学1年生。内気な性格でいいたいことを素直にいえない性格である。それが故にパーティー等の参加が苦手だが篠崎のアドバイスで心を開いていく。
篠崎（しのざき）
正義感が強く優しい少年。子供会のクリスマスイベントで、サンタクロース役を務め、子供に夢と希望を与えている。